# Dear Land of Guyana, of Rivers and Plains
Dear Land of Guyana, of Rivers and Plains è l'inno nazionale della Guyana. L'autore del testo, in lingua inglese, è Archibald Leonard Luker, mentre la musica è stata composta da Robert Cyril Gladstone Potter. Il brano è stato adottato come inno dall'indipendenza, nel 1966.

## Testo
Dear land of Guyana, of rivers and plains
Made rich by the sunshine, and lush by the rains,
Set gem-like and fair, between mountains and seas,
Your children salute you, dear land of the free.
Green land of Guyana, our heroes of yore,
Both bondsmen and free, laid their bones on your shore.
This soil so they hallowed, and from them are we,
All sons of one Mother, Guyana the free.
Great land of Guyana, diverse though our strains,
We're born of their sacrifice, heirs of their pains,
And ours is the glory their eyes did not see,
One land of six peoples, united and free.
Dear land of Guyana, to you will we give,
Our homage, our service, each day that we live;
God guard you, great Mother, and make us to be
More worthy our heritage, land of the free.

## Traduzione
Cara terra di Guyana, di fiumi e pianure
Resa ricca dal sole e lussuriosa dalle piogge,
Diventata come un gioiello ed equa, tra le montagne e mari,
I tuoi figli ti salutano, cara terra di libertà.
Terra verde di Guyana, i nostri eroi di un tempo,
Sia schiavi e liberi, posero le loro ossa sulla tua costa.
Questa terra così hanno santificato, e da loro noi veniamo,
Siamo tutti nati da una Madre, la Guyana libera.
Grande terra di Guyana, siamo cresciuti con i nostri sforzi,
Siamo nati del loro sacrificio, eredi dei loro dolori,
E la nostra è la gloria che i loro occhi non hanno vista,
Una terra di sei popoli, unita e libera.
Cara terra di Guyana, a te ci doniamo,
Il nostro omaggio, il nostro servizio, ogni giorno che viviamo;
Dio ti guardi, grande Madre, e ci faccia capaci di essere
Più degni delle nostri origini, terra della libertà.